# Odontopera urupina
Odontopera urupina là một loài bướm đêm trong họ Geometridae.